# Desmond Dekker
Desmond Dekker (Kingston, Jamaica, 1941. július 16. – Surrey, Anglia, 2006. május 25.) jamaicai ska- és reggae-énekes és szövegíró. A The Aces nevű zenekar (Wilson James és Easton Barrington Howard) “Israelites” című számával tett szert nemzetközi hírnévre. Más slágerei: “007 (Shanty Town)” (1967) és “It Mek” (1968). Bob Marley híressé válása előtt Dekker volt az egyik legismertebb jamaicai zenész.

## Pályafutása
Desmond Adolphus Dacres néven született a jamaicai St. Andrew-ban, és Kingston-ban nőtt fel.

## Híresebb számai
- “007 (Shanty Town)”
- “Honour Your Father and Mother”
- “Sinners Come Home”
- “Labour for Learning”
- “King of Ska”
- “Parents”
- “Get Up Edina”
- “This Woman”
- “Mount Zion”
- “Tougher Than Tough”
- “Rude Boy Train”
- “Rudie Got Soul”
- “It's a Shame”
- “Wise Man”
- “Hey Grandma”
- “Unity”
- “It Pays”
- “Mother's Young Girl”
- “Sabotage”
- “Pretty Africa”
- “Israelites”
- “Beautiful and Dangerous”
- “Writing on the Wall”
- “Music Like Dirt”
- “Bongo Girl”
- “Shing a Ling”
- “It Mek”
- “Problems”
- “Pickney Gal”
- “You Can Get It If You Really Want”
- “Sing a Little Song”
- “Please Don't Bend”
- “Many Rivers to Cross”
- “Book of Rules.”

## The Aces
Háttérzenekara a 'The Aces' ma is ad emlékkoncerteket, a következő tagokból áll:
- Delroy Williams – ének
- Gordon Mulrain – basszusgitár
- Aubrey Mulrain – billentyű
- Steve Roberts – gitár
- Leroy Green – dob
- Charles Nelson – billentyű

## Halála
64 éves korában, 2006. május 25-én hunyt el. Elvált, egy fia és egy lánya van.

## Albumok
- This Is Desmond Dekker (1969) – Trojan Records
- Action! (1968) – Beverley's
- You Can Get It If You Really Want (1970) – Trojan
- Israelites (1979)
- Black And Dekker (1980)
- Compass Point (1981)
- Israelites / The Best Of Desmond Dekker (1963-1971) – Trojan (1999)